# Matejovce nad Hornádom
Matejovce nad Hornádom (Hongaars: Hernádmáté) is een Slowaakse gemeente in de regio Košice, en maakt deel uit van het district Spišská Nová Ves.
Matejovce nad Hornádom telt 505 inwoners.

## Geboren
- Ján Kozák (1954), Slowaaks voetballer en voetbalcoach